# Do It Again (Robyn & Röyksopp)
Do It Again è un EP collaborativo del gruppo musicale norvegese Röyksopp e della cantante svedese Robyn, pubblicato il 23 maggio 2014.

## Tracce
1. Monument – 9:57
2. Sayit – 6:24
3. Do It Again – 5:06
4. Every Little Thing – 4:03
5. Inside the Idle Hour Club – 9:53

## Formazione
- Röyksopp - strumenti, registrazione, produzione
- Robyn - voce, produzione